# 颶風塞薩爾-道格拉斯
颶風塞薩爾-道格拉斯（英語：Hurricane Cesar–Douglas）是一個於1996年7月底在中美洲和南美洲導致122人死亡的災難性熱帶氣旋。7月底在加勒比海上空形成时其强度已经达到薩菲爾-辛普森颶風等級下的一級颶風標准，給中美洲帶去了降水，導致67人死亡，地方政府宣布該地區為災區。穿過中美洲後，風暴在東太平洋重新發展為颶風道格拉斯，在海上達至四級颶風強度，成為1996年太平洋颶風季的一部分。

## 氣象歷史
颶風塞薩爾是起源自一股東風波和一道在7月17日由非洲西岸進入大西洋的狹長低壓區。幾日後，雖然有一股反氣旋在高層為該東風波提供良好的發展環境，但其仍然保持沒有組織的壯態向西移動。在7月22日，當其接近向風群島的南方時，該東風波的對流和雷暴開始增多。其後該系統穿過小安地列斯群島時，其地面氣壓持續下降；環流開始在千里達和多巴哥附近發展。根據地面和衛星數據，該東風波估計是在7月24日的18：00UTC在委內瑞拉北岸的瑪格麗塔島附近發展為熱帶低氣壓03L，但國家颶風中心（NHC）在18小時後才正式承認其為熱帶低氣壓。
由於在巴哈馬附近的高壓脊不尋常地強大，該熱帶低氣壓在加勒比海南部；南美洲北部海岸附近持續向西移動。到了7月25日大約12：00UTC，其橫過並吹襲庫拉索，並在當地錄得每小時75公里的持續風速，該實測證明該熱帶低氣壓已達至熱帶風暴的強度，但到了第二日NHC才正式升格其為熱帶風暴，並被命名為「塞薩爾」。橫過庫拉索後，該風暴移近並橫過瓜希拉半島；哥倫比亞的最北端。塞薩爾接近南美洲令其不能顯著增強，直至該風暴在7月26日晚上進入加勒比海西南方的開放水域。

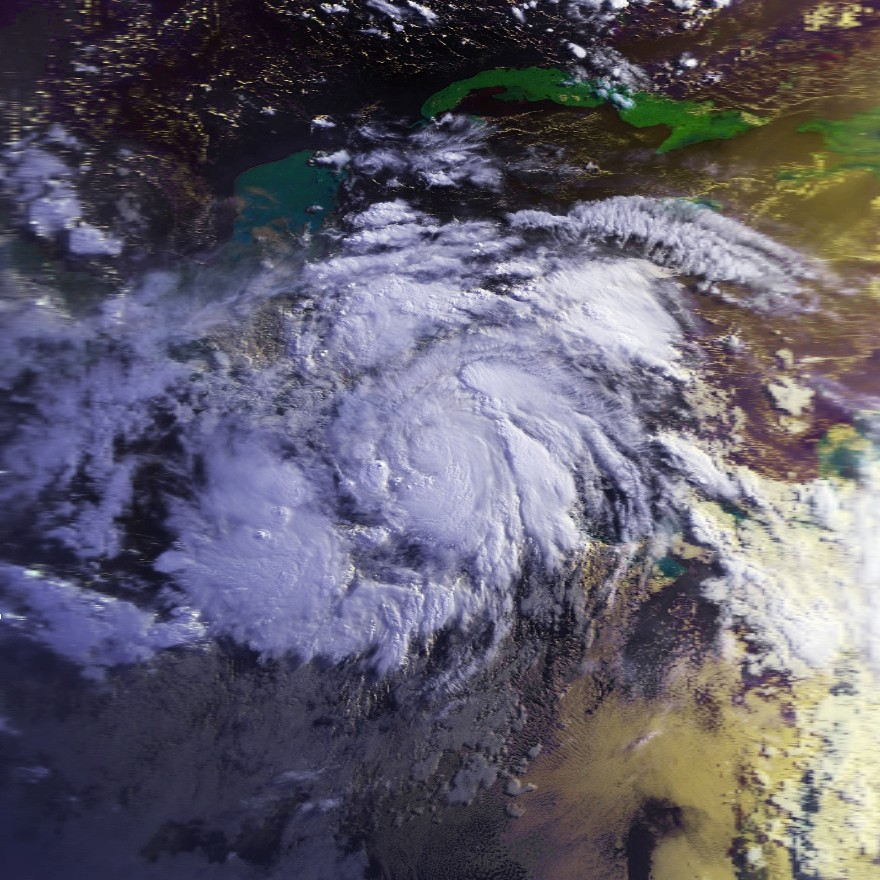
塞薩爾正在尼加拉瓜登陸

在7月27日，塞薩爾在尼加拉瓜和哥倫比亞之間的水面達至颶風強度。在該日不久後，該颶風橫過位於尼加拉瓜東岸的哥倫比亞小島：聖安德烈斯島。在塞薩爾接近中美洲時，其形成了一個19公里寛的風眼，並被深層對流包圍；形成風眼壁。在7月28日的大約04：00UTC，颶風塞薩爾以每小時140公里的風速在尼加拉瓜布盧菲爾茲的北面登陸。其快速向西北偏北移動；橫過尼加拉瓜，並在7月29日減弱為熱帶風暴，進入東太平洋海域。因為塞薩爾進入太平洋，該系統被重新命名和定義為熱帶低氣壓07E，但在事後報告，該系統卻被確定以熱帶風暴的強度橫過中美洲。在其熱帶風暴的強度被確認後，因為當時世界氣象組織的共識上，如果有風暴由大西洋進入太平洋，該風暴需要重新命名，故該系統被重新命名為「道格拉斯」。
風暴向西移動的過程中快速增強，UTC7月29日上午9點，系统中开始发展出眼状。不久後，道格拉斯在危地馬拉和墨西哥邊界之西南方約185公里的海域達至颶風強度。大約在此時，熱帶氣旋預報模型對道格拉斯的預測路徑出現了分岐：一方認為其會向西北方移動；在阿卡普爾科附近登陸，而另一方則認為其會繼續向西北偏西移動，並維持在海上。颶風道格拉斯不久後走了另一方的路經。7月29日晚上，墨西哥雷達显示颶風風眼變得清晰，加上良好的上層流出、溫暖的海面溫度和位於有利強烈颶風增強的地點，NHC預測道格拉斯的風速會增強至每小時185公里。但到了第二日，其結構對增強中的颶風來說變得不典型，風眼也難以在衛星雲圖上看見。
7月31日，道格拉斯轉向西北偏西移動，其后组织性有所增强，並在曼薩尼約之西南約330公里處達至大型颶風或薩菲爾-辛普森颶風等級中3級颶風的強度。在8月1日早上，道格拉斯達至每小時215公里的巔峰風速，和薩菲爾-辛普森颶風等級中4級颶風的強度。在該日隨後的時間，該颶風在下加利福尼亞半島最南端之南約440公里處達至946mbar的最低氣壓。道格拉斯維持了巔峰風速36小時，直至其風眼在8月2日因其整體對流減弱而變得較少組織。道格拉斯因向西移到冷水海域而繼續減弱，到了8月3日，該颶風被減弱為熱帶風暴。減弱為熱帶風暴後，儘管其中心仍然清晰，但其只餘下少量深層對流。在8月5日，道格拉斯減弱為熱帶低氣壓，並在翌日不被認定為熱帶氣旋。其殘餘中心繼續向西移動達數日。

## 防災措施
委內瑞拉為了防範塞薩爾的吹襲，當地政府為貝拉德爾科羅（Vela del Coro）以西至哥倫比亞邊境的地區發出熱帶風暴警告，該警告在發出當日較後時間取消。同時哥倫比亞政府在7月25日也為委內瑞拉邊境至巴蘭幾亞的地區和阿魯巴與庫拉索島發出熱帶風暴警告。而該警告也在當日較後時間風暴過後取消。
因為塞薩爾同時正接近中美洲，尼加拉瓜在風暴登陸前31小時發出颶風警告，令市民有充裕的時間防範颶風的吹襲。經過8年前颶風瓊吹襲的經驗後，有10724人在風暴吹襲前或期間被疏散到避難用的特別營地。
7月29日，塞薩爾跨洋到太平洋並重新定義為熱帶低氣壓07E後不久，墨西哥政府對波多黎各馬德羅（Puerto Madero）至阿卡普爾科的地區發出熱帶氣旋观察预警。在12小時後，當該熱帶低氣壓增強為熱帶風暴道格拉斯時，墨西哥政府取消了之前發出的觀察預警，但因為與道格拉斯相關的熱帶風暴風力大大增加和其比較接近墨西哥南部沿岸，故政府再對薩利納克魯斯（Salina Cruz）至阿卡普爾科的地區發出熱帶風暴警告。而另一個熱帶風暴觀察預警則在7月30日為阿卡普爾科至曼薩尼約的地區發出。

## 影響
| 國家       | 死亡人數 | 失蹤人數 | 損失      | 來源                 |
| ---------- | -------- | -------- | --------- | -------------------- |
| 哥倫比亞   | 14       | 0        | $440,000  | [ 13 ] [ 14 ] [ 15 ] |
| 庫拉索     | 1        | 0        | 未知      | [ 16 ]               |
| 哥斯達黎加 | 39       | 29       | $1.51億   | [ 17 ]               |
| 薩爾瓦多   | 12       | 0        | $10,000   | [ 18 ]               |
| 危地馬拉   | 0        | 0        | $500,000  | [ 18 ]               |
| 洪都拉斯   | 0        | 0        | $500,000  | [ 18 ]               |
| 墨西哥     | 2        | 0        | $10,000   | [ 18 ]               |
| 尼加拉瓜   | 42       | 0        | $5050萬   | [ 18 ] [ 19 ]        |
| 委內瑞拉   | 3        | 0        | 未知      | [ 20 ]               |
| 總計       | 113      | 29       | $2.0296億 |                      |

颶風塞薩爾是一個多雨的熱帶氣旋，其經過加勒比海南部和中美洲時帶來暴雨，造成泥石流和水浸等中型至大型的破壞，並同時導致65人死亡。

### 小安地列斯群島和南美洲
塞薩爾的對流為小安地列斯群島大部分地區帶來降雨和陣風。在委內瑞拉，風暴帶來的暴雨引發水浸和山崩，令至少5人死亡。在首都卡拉卡斯，風暴令45人無家可歸。雖然該風暴直接橫過委內瑞拉和哥倫比亞沿岸外的ABC群島，但該處只有少量的降雨，在庫拉索也只錄得3.8毫米的最高雨量紀錄；島上的最高風速則為每小時95公里。強風為三個島嶼帶來輕微的破壞，其造成的大浪在庫拉索捲走了1人。
同時，塞薩爾以熱帶風暴的強度吹襲哥倫比亞沿岸，為該處帶來暴雨和陣風。其間有5人在風暴中死亡，其中有兩人在北部因一次雪崩掩埋了他們在普韋布洛貝略的房子而死亡。塞薩爾也為尼加拉瓜對出海岸的聖安德列斯-普羅維登西亞和聖卡塔利娜群島省帶來暴雨。在群島上一共有11人死亡，包括8個在一次山泥傾瀉中去世的小童。同時，一共有60間房屋的屋頂和數棟樹木分別被強風吹走和吹倒。當地的省長估計塞薩爾造成的損失達8億COP（$440,00美元）。

### 尼加拉瓜
塞薩爾的吹襲立即為尼加拉瓜帶來滂沱大雨，布盧菲爾茲錄得271毫米的最高雨量記錄；而其他地區也有150毫米的雨量報告。大雨在山區造成大範圍的泥石流和河流氾濫。最受影響的是馬那瓜湖，該處的水位曾經達至危險水平。風暴為全國帶來廣泛的破壞，並導致約$5050萬的損失。全國大部分的農作物均受到影響，令颶風過後造成糧食短缺。根據尼加拉瓜政府的資料，有2500間房屋、39道橋樑和40公里的道路受到凱撒的破壞。總結來說，該風暴導致42人死亡，並估計令100000人無家可歸。

### 哥斯達黎加
和尼加拉瓜一樣，塞薩爾為哥斯達黎加帶來暴雨，並導致泥石流和廣泛水浸。河流的氾濫破壞了51間房屋；更有213間房屋被沖走，同時也有72道橋樑被破壞，路網也顯著受損。飲用水長期被污染令全國爆發瘧疾和霍亂。 最後哥斯達黎加需要在風暴過後請求國際援助。在全國，最少有39人死亡和29人失蹤；並導致$1.51億元的損失。

### 薩爾瓦多
隨着塞薩爾繼續向西移動，其在薩爾瓦多西部導致嚴重水浸和泥石流，並在何塞塞西得里約（Jose Cecilio del Valle）的社區中導致9人死亡。其後再有4人在全國其他地區淹死。

### 墨西哥
颶風道格拉斯為墨西哥南岸帶來150毫米的雨量記錄，並帶來1.2米的風暴潮，但風暴潮並沒有帶來死亡報告。

## 災後
「塞薩爾」這個名字在1997年的春季退役並永久在大西洋風季中停用，並被「克里斯托瓦爾」（Cristobal）取代，該名字已在2002年風季使用。
但因為此風暴在東太平洋時沒有影響陸地，故「道格拉斯」這個名字並沒有退役。此名已在2002年風季和2008年風季重用。

## 外部連結
- NHC Cesar Report （页面存档备份，存于）
- NHC Douglas Report （页面存档备份，存于）